# Pośredni Złoty Przechód

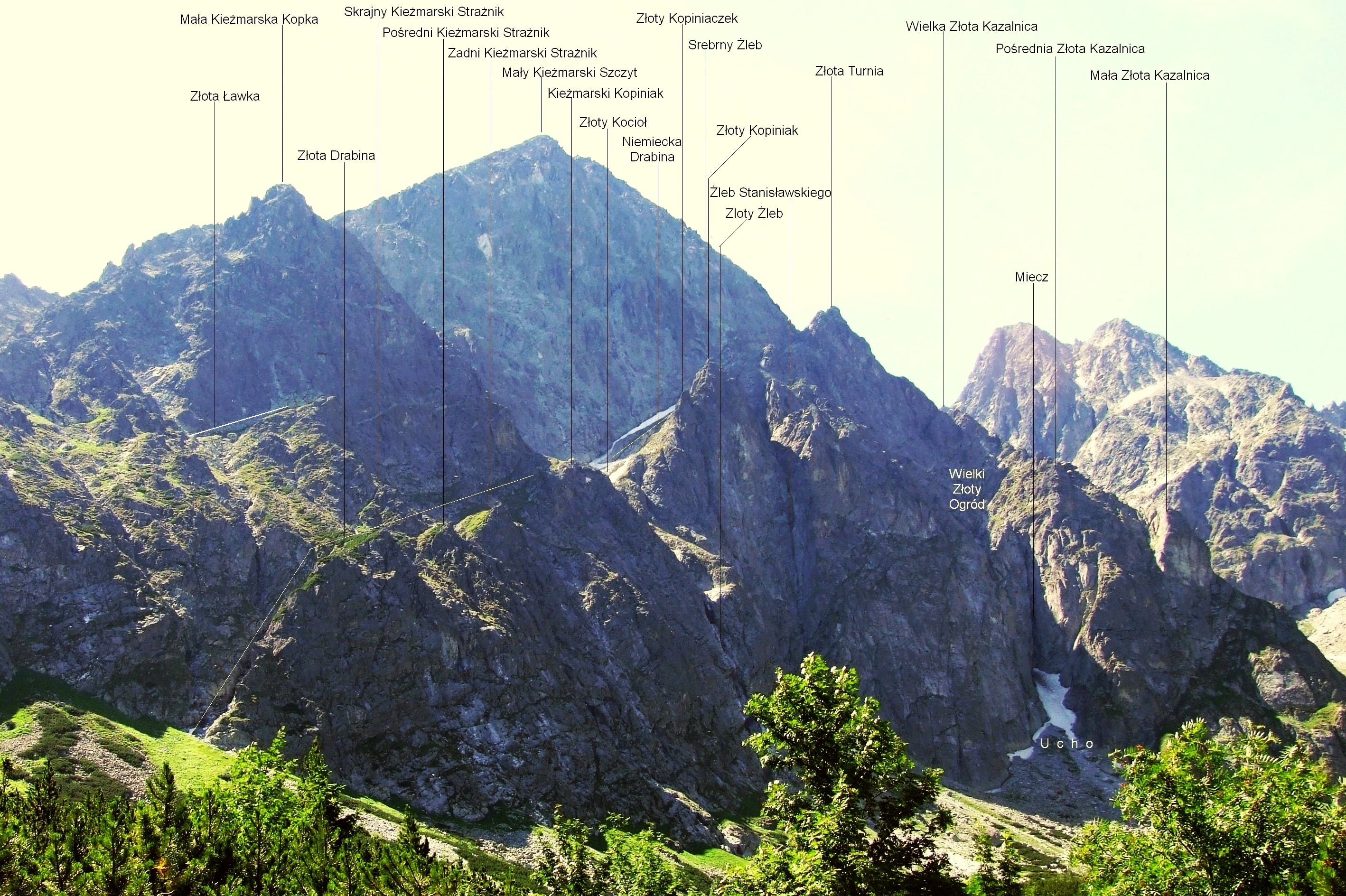

Pośredni Złoty Przechód – przełączka na północnej ścianie Kieżmarskiej Kopy w słowackich Tatrach Wysokich. Oddziela turnię  Pośredni Kieżmarski Strażnik od północnej ściany Kieżmarskiej Kopy.
Rejon przełęczy jest skalisto-piarżysty. Przełączka przecina ciągnący się skośnie w górę zachód zwany Złotą Drabiną. Zachód ten używany jest przez taterników jako jedno z łatwiejszych przejść do Złotego Kotła.
„Złote” nazewnictwo związane jest z poszukiwaniem złota w tym rejonie. Znana z poszukiwań kruszcu w XVIII wieku była m.in. pochodząca z Kieżmarku rodzina szewców Fabri (Fabry). Złota nie znaleźli, znaleźli jednak rudę miedzi, którą następnie wydobywali.